# 쌍촌역
쌍촌역(Ssangchon station, 雙村驛)은 대한민국 광주광역시 서구 쌍촌동에 있는 광주 도시철도 1호선의 지하철역이다.

## 역 구조
2면 2선의 상대식 승강장을 가진 지하역이다. 승강장에는 스크린도어가 설치되어 있다.
대합실을 통해, 반대편 승강장으로 이동이 가능하다.

### 승강장
| 화정 ↑ |
| \| 상  |
| ↓ 운천 |

| 상행 | ● 광주 도시철도 1호선 | 녹동 방면 |
| 하행 | ● 광주 도시철도 1호선 | 평동 방면 |

## 역 주변
- 1번출구

광주월드컵경기장방면, 광주화정초등학교, 전남경찰청기동대, 광주광역시보건환경연구원, 장성강정형외과, 김경옥산부인과
- 2번출구

서광주우체국, 상무시장, 가톨릭대학평생교육원, 쌍촌시영아파트, 일신아파트, 새밝교회, 영산강빌딩, 농협중앙회 쌍촌동지점
- 3번출구

상무1동행정복지센터, 광주원음방송, 서광초등학교, 현대아파트, 신천힐탑, 호반리젠시빌
- 4번출구

해태아파트

## 승차량 변동
2006년까지의 양은 홈페이지를 통해 공개된 바는 없다.
| 역 노선 | 승차 인원 | 승차 인원 | 승차 인원 | 승차 인원 | 승차 인원 | 승차 인원 | 승차 인원 | 승차 인원 | 승차 인원 | 승차 인원 | 승차 인원 |
| 역 노선 | 2007년    | 2008년    | 2009년    | 2010년    | 2011년    | 2012년    | 2013년    | 2014년    | 2015년    | 2016년    | 2017년    |
| ------- | --------- | --------- | --------- | --------- | --------- | --------- | --------- | --------- | --------- | --------- | --------- |
| 1호선   | 2778      | 2791      | 2908      | 2903      | 2933      | 2971      | 2951      | 2876      | 2817      | 2724      | 2749      |

## 인접한 역
| 광주 도시철도 1호선 | 광주 도시철도 1호선   | 광주 도시철도 1호선 |
| ------------------- | --------------------- | ------------------- |
| 110 화정 녹동 방면  | ● 광주 도시철도 1호선 | 112 운천 평동 방면  |

## 화랑

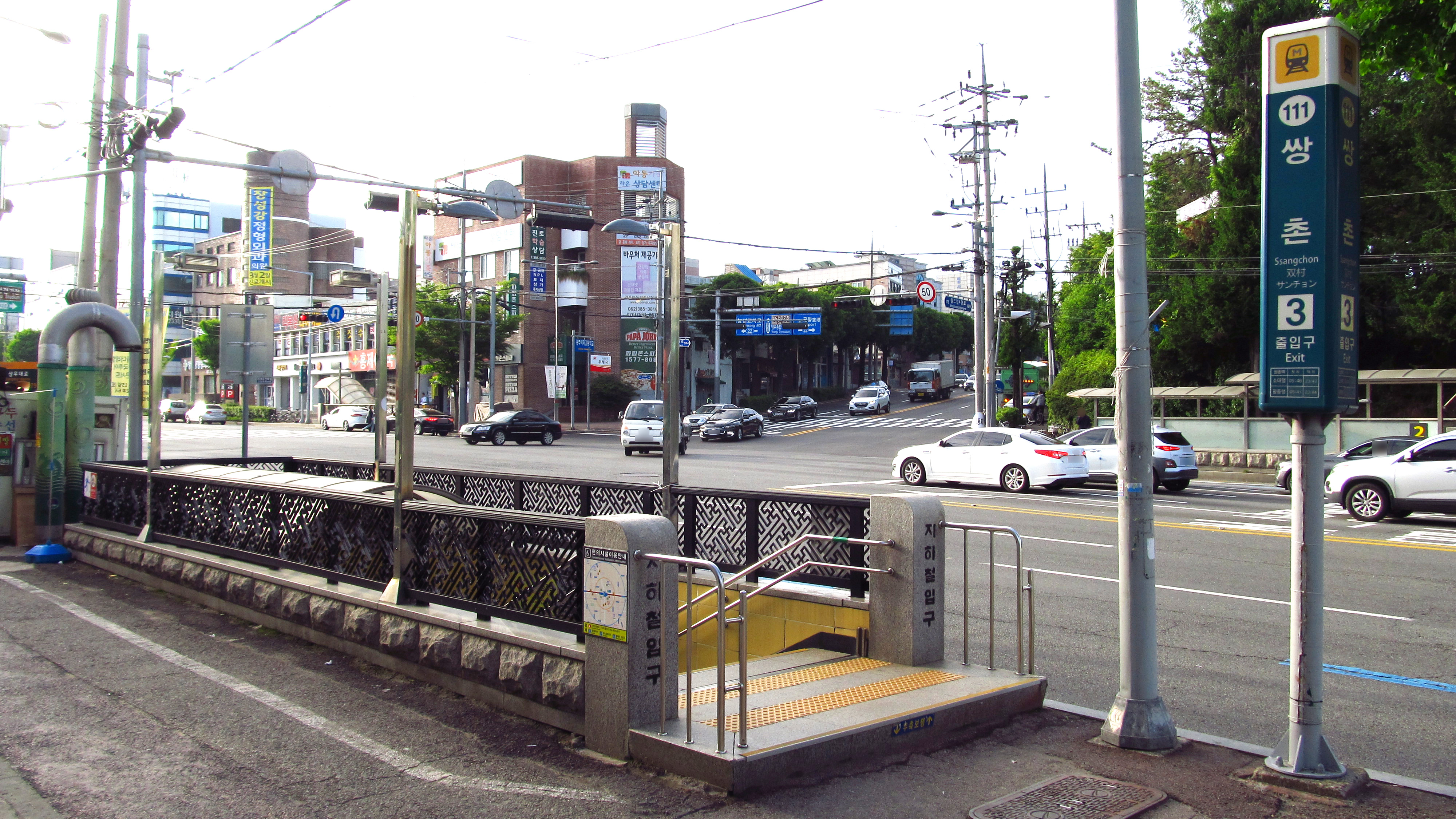
3번 출구
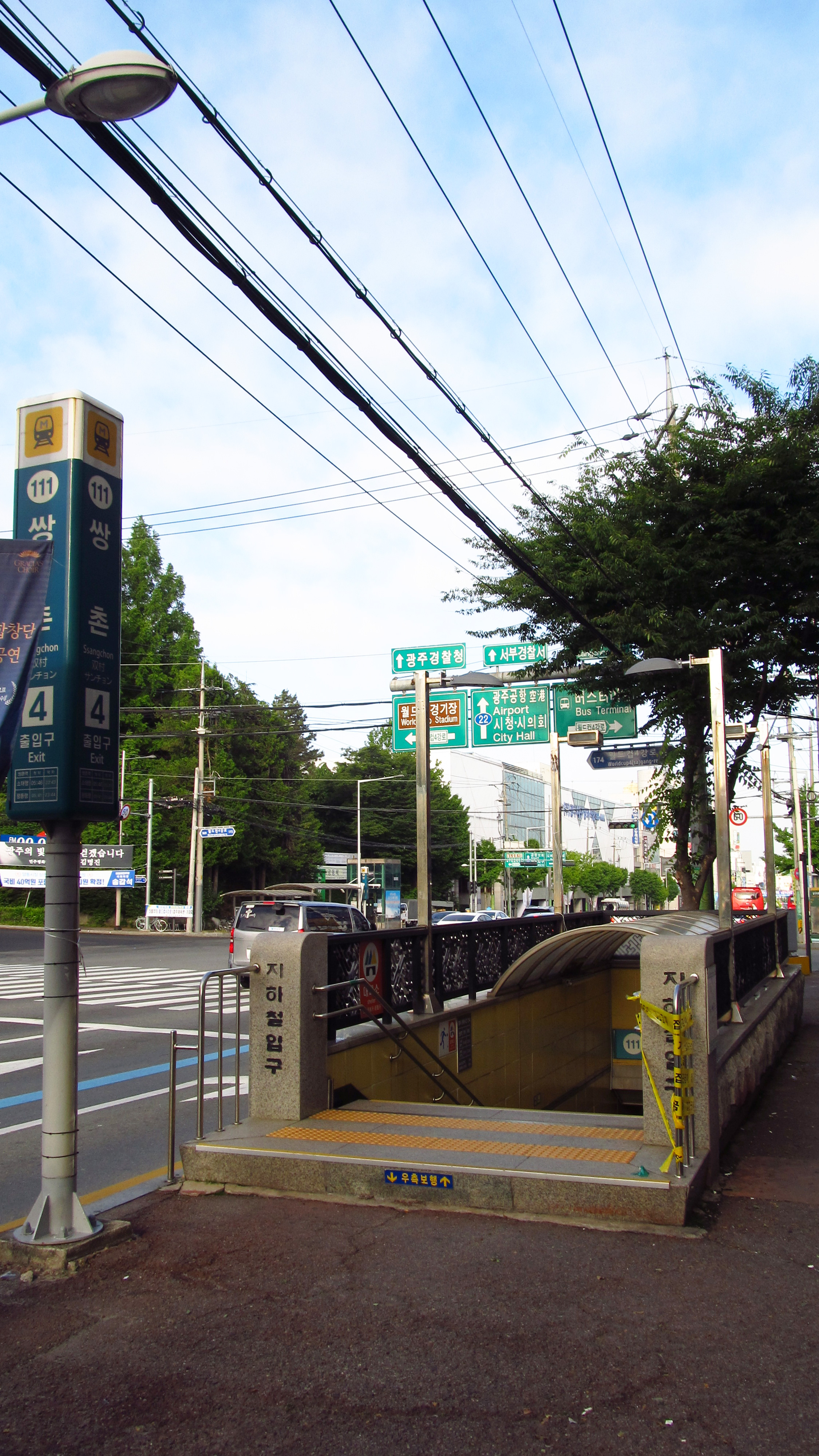
4번 출구